# Bazalt

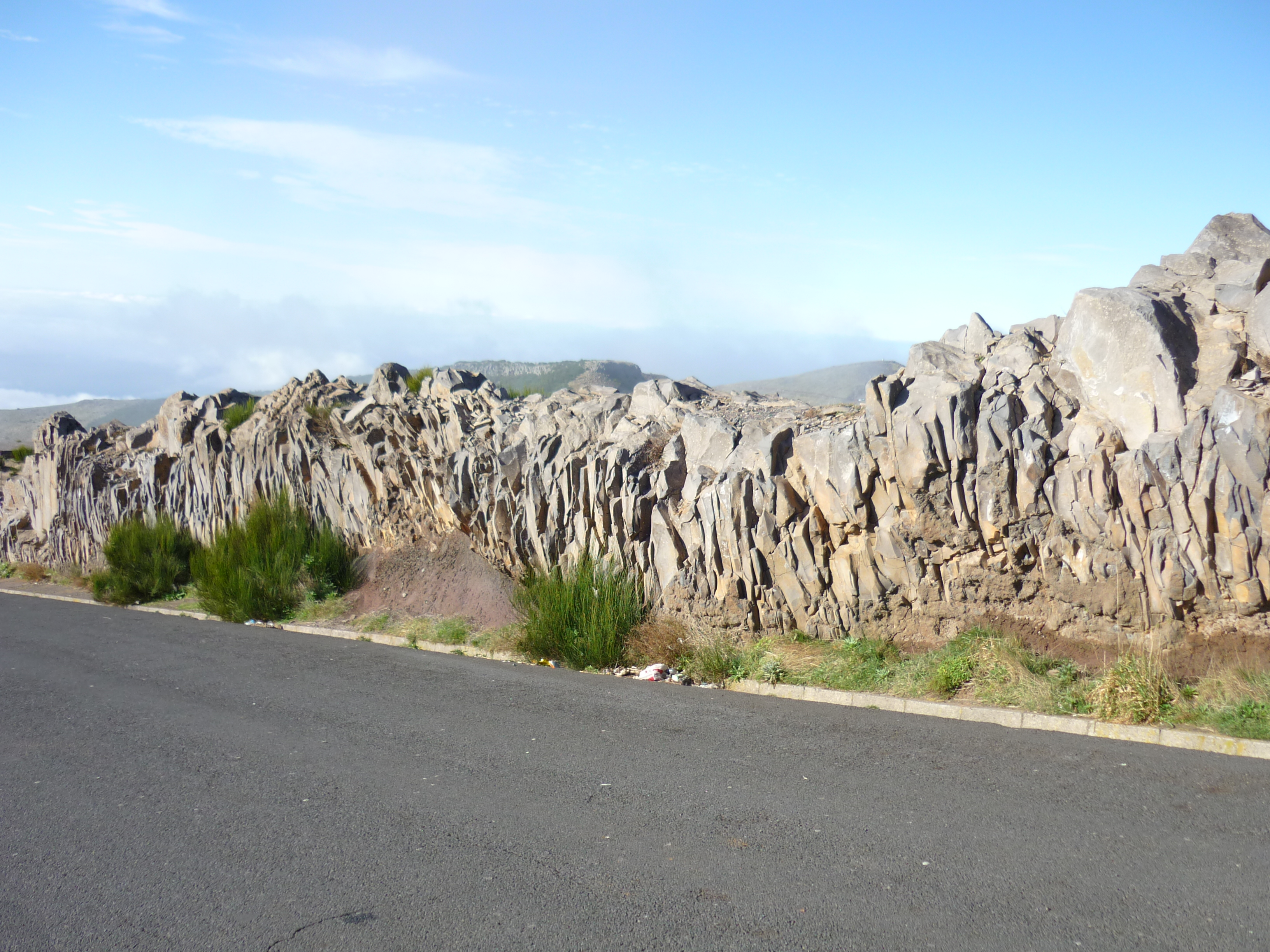
Bazalt kőzettelér (Madeira, Pico do Areeiro)

A bazalt magmás, azon belül a kiömlési vulkanikus kőzetek közé tartozik, színe a szürkétől a feketéig terjed. A bazaltok (nefelinbazalt, trachitbazalt, leucitbazalt) 54%-nál kevesebb SiO2-ot tartalmaznak, típusainak elkülönítése a pontos szilíciumtartalomtól függ.

## Eredete
Hígan folyó bazaltlávák viszonylag gyors lehűlése során képződik. Folyékonysága miatt nagyon szétterülő nagy felületű lávatakarót alkothat. Kontinenseken elterjedt és az óceánfenék fő alkotókőzete. A Mauna Loának, amelyik az egyik legjobban tanulmányozott aktív vulkán, a zömét alkotja.

## Általános jellemzői
A bazalt a leggyakoribb kiömléses kőzetfajta. Bázisos, finomszemcsés, sötét színű vulkáni kőzet. Kőzetalkotó ásványai: olivin (zöldes), piroxének és plagioklászok. Alacsony (< 54%) a SiO2-tartalma. Járulékosan apatit és magnetit majdnem mindig előfordul benne. A bazaltos láva kis viszkozitású, ezért a robbanásmentes kitörések jellemzők. Főbb bazaltos vulkáni formák: hasadékvulkánok, pajzsvulkánok.

## Szerkezete
Mivel gyorsan hűl le, sok aprószemcsés kristályt és köztük némi kőzetüveget tartalmaz. A kristályok részben saját alakúak, részben a maradék helyeket töltik ki. Többségük annyira kicsi, hogy még nagyítóval is nehéz meghatározni őket. Keményebb mint az andezit. 

## Elválási formái

### Oszlopos bazalt

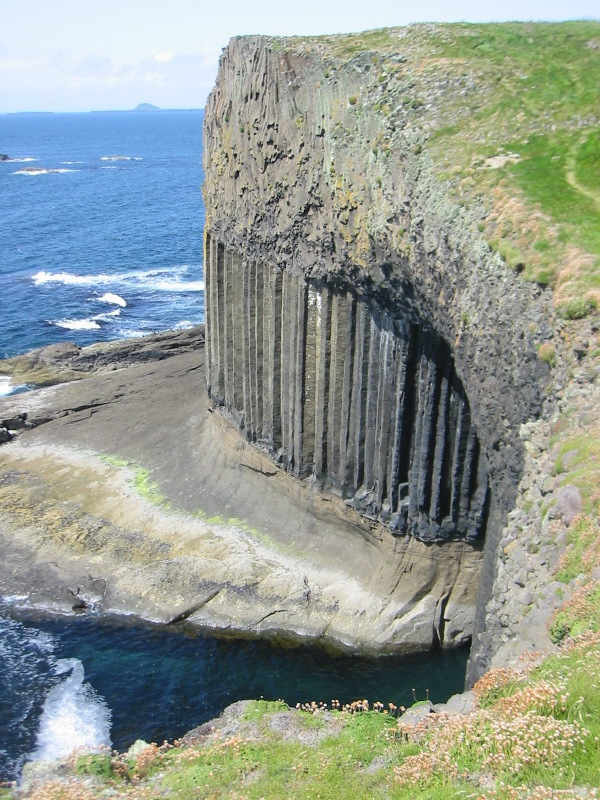
A Fingal-barlang bejárata, Staffa-szigete, Skócia partjainál. Az oszlopos bazaltrétegre később egy újabb, nem oszlopossá szilárduló rakódott

Ahogy a szabad levegőre kiömlő láva hűlni kezd, a zsugorodási központok között repedések alakulnak ki a felszínén. Nagy kiterjedésű, vastag, homogén összetételű, egyenletesen hűlő lávában (ideális körülmények közt) a repedések közel szabályos, főként hat-, illetve ötszögletű sejtekből álló mintázatot hozhatnak létre. A repedések felszínre merőlegesen hatolnak be a fokozatosan megszilárduló láva mélyebb rétegeibe. Így alakul ki a megszilárdult kőzet poligon hasábokból álló belső szerkezete.
A Föld nevezetesebb oszlopos-sokszöges láva alakzatai
- Óriások útja (Észak-Írország)
- Fingal-barlang (Staffa-szigete, Skócia)
- Devil's Postpile (Sierra Nevada, Kalifornia)
- Skaftafell (Izland)
- Isole dei Ciclopi (Szicília)
- Devils Tower National Monument, (Wyoming, Egyesült Államok)

de megtalálható Magyarországon is. Legszebb és leghíresebb előfordulása
- a Szent György-hegyen lévő bazaltorgonák, illetve megfigyelhető
- a Badacsonyon is.

### Párnabazalt

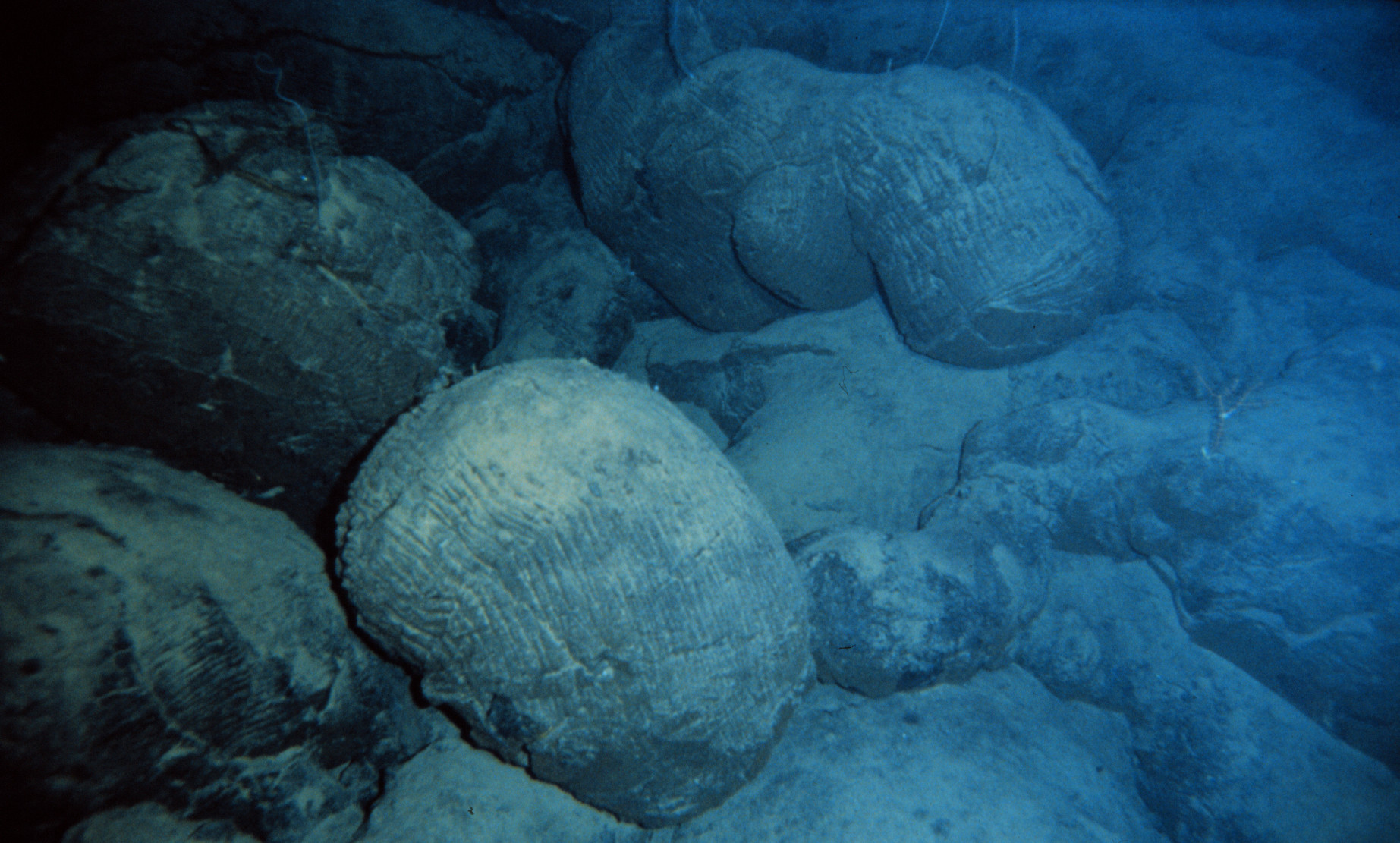
Párnabazalt

Ha a forró láva víz alatt tör fel vagy vízbe folyik, akkor gömbölyded, párna alakú formákat alkot. A hideg vízzel való érintkezés miatt a forró lávanyelvek legkülső része hirtelen, üvegesen dermed meg. A párnákon belül azonban az utánpótlódó láva továbbnyomul, és szétfeszíti az üveges kérget. Ezáltal egy újabb lávakibuggyanás, egy újabb lávapárna jön létre. Ezt a folyamatot rügyezésnek hívják. A folyamat ismétlődésével egymásba ágyazódó, vagy akár el is ágazó, bugyor- vagy rügyszerű formák alakulnak ki. Az egyedi lávapárnák esetenként el is válhatnak egymástól és ilyenkor valóban kis lávapárnácskák képződnek. Párnalávák leggyakrabban az óceánközépi hátságok mentén alakulnak ki, de létrejönnek bárhol, ahol a láva vízbe nyomul.

## Bazalthegyek Magyarországon

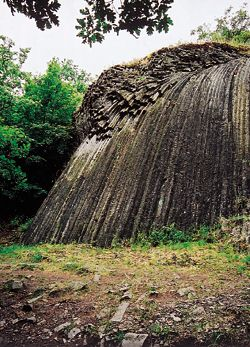
A somoskői bazaltorgonák

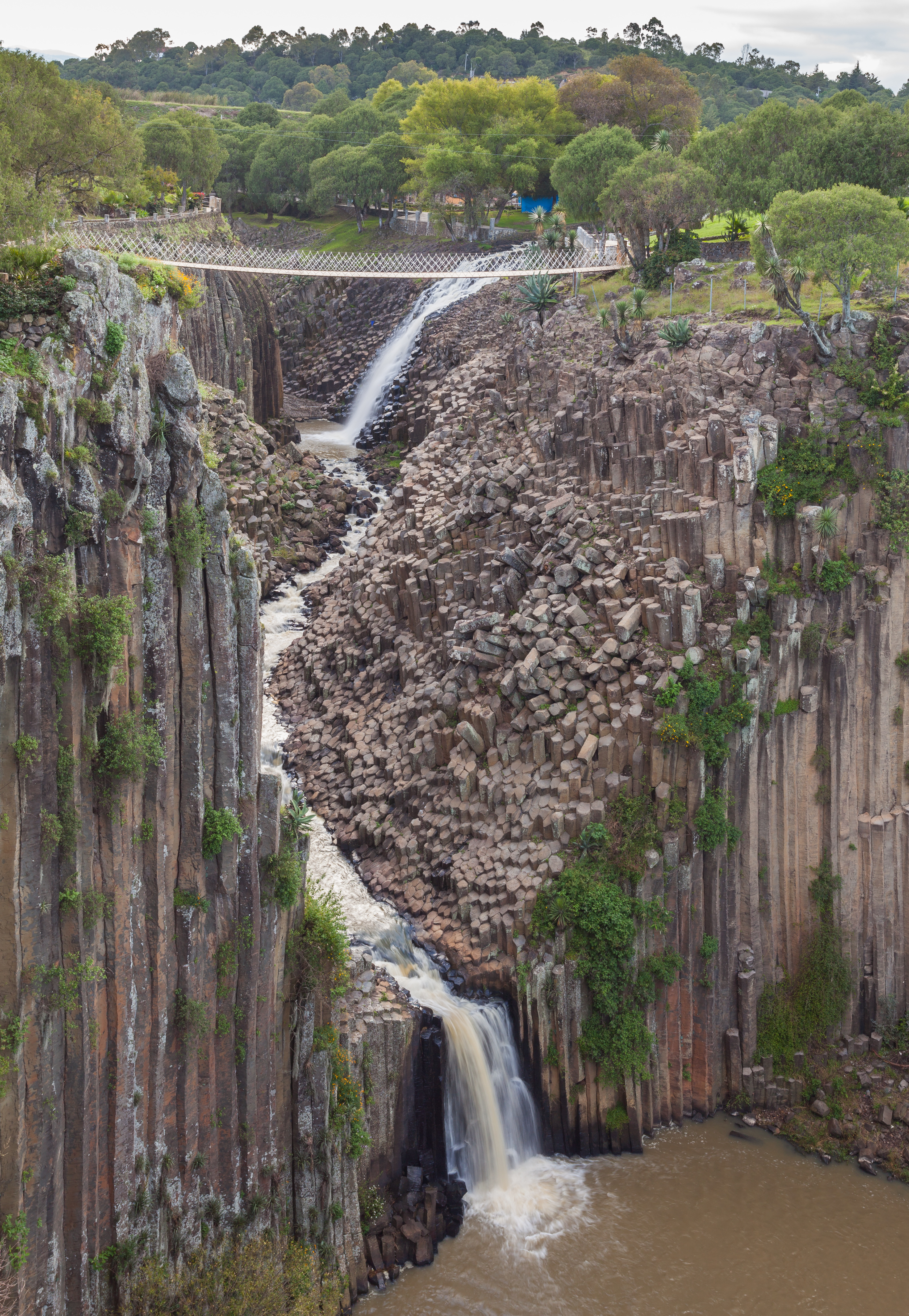
Bazaltorgona vízeséssel Mexikóban

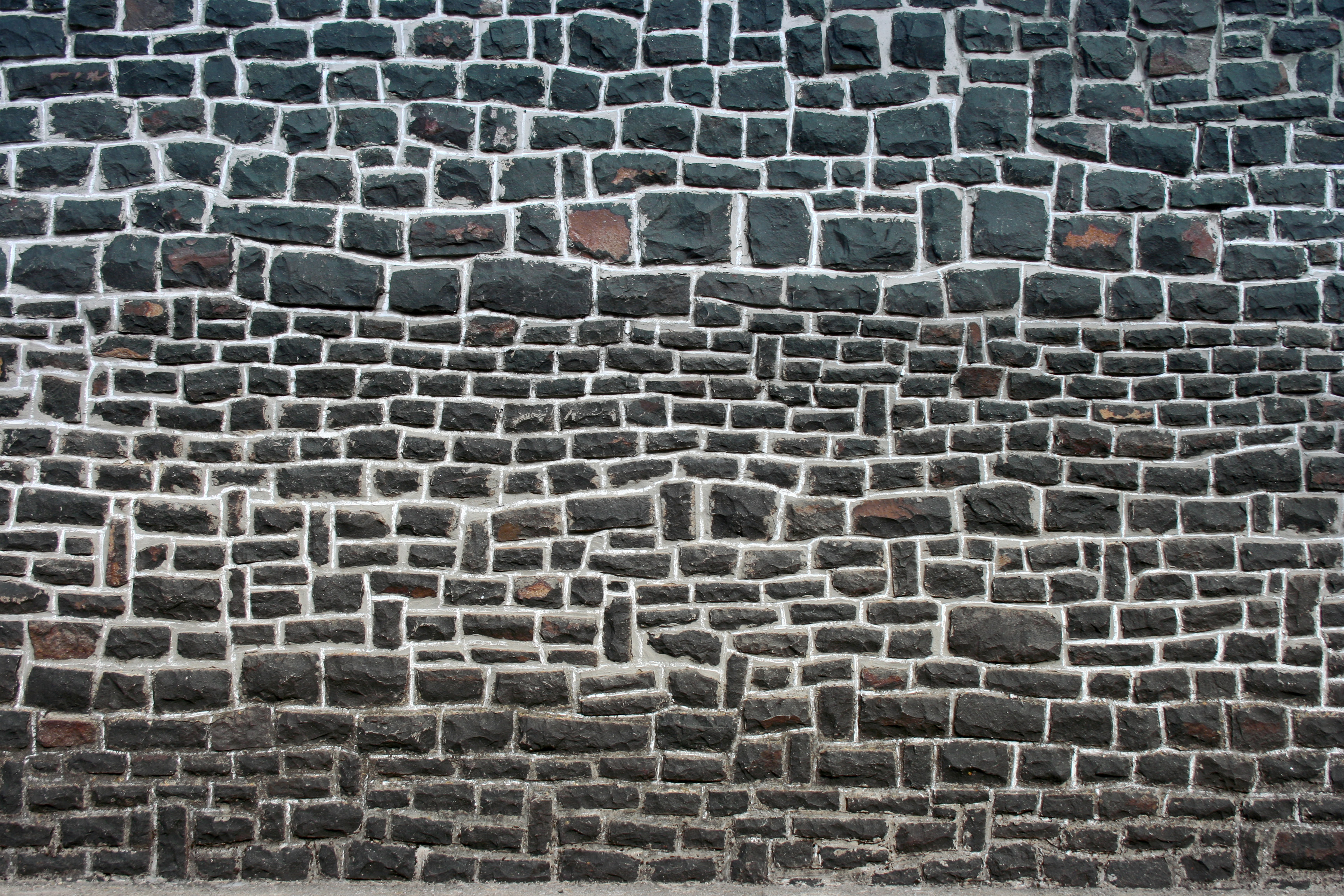
Bazaltfal. Mátraszentistvánban a környék bazaltját építkezésre is használták

Geológiai értelemben három földrajzi tájegységen fordul elő nagyobb mennyiségben: A Kisalföldön, a Balaton-felvidéken és Nógrádban. A legismertebbek a balaton-felvidéki bazalthegyek: a Badacsony, a Szent György-hegy, a Csobánc, a Bondoró-hegy, a Hegyestű, a Halyagos-hegy, a Gulács, a Tátika, a Haláp, a Szigliget. A kisalföldiek is nevezetesek: a Somló, a Kis-Somlyó, a Ság, valamint a Sitke és Gérce melletti bazaltkibúvások. A Nógrád-Gömörben található bazalthegyek közül Somoskő és a Bárna község közelében álló Szilvás-kő oszlopos elválású bazaltjai a legismertebbek. (Bárna közelében a Nagykő és a Kiskő is bazalthegy.)

## A bazalt előfordulása más bolygókon
A bazalt az egyik leggyakoribb kőzettípus a Naprendszerben. Ma már a Holdról, a Marsról és a kisbolygókról származó bazaltokat is ismerünk. Ennek oka az, hogy a Föld-típusú bolygókat alkotó ősi anyagforrásnak, a kondritos összetételű meteoritoknak (kondritok) az összetételében hasonló ásványtársulások fordulnak elő. Ez az ásványtársulás főleg olivinből, a kétféle piroxénből (monoklin és rombos), valamint földpátból áll. Ennek a kőzetnek a parciális olvadékai a bazaltok. A kisbolygókon előforduló bazaltok neve bazaltos akondrit.

## Felhasználása
A bazaltot már régóta használják utak burkolására. A macskakő lehet kocka formájú, ha faragják és lehet hatszögletű; ha az ún. bazaltorgonából bontják. A somoskői bazaltorgonából készültek egykor Bécs utcakövei.
Az andezit mellett a bazalt is alkalmas zúzva, mint zúzottkő a vasúti ágyazat építéséhez, valamint betonburkolat és aszfaltburkolat készítésére, ahol a zúzalék adja a szerkezet vázát, és cement illetve bitumen a kötőanyag.
Újraolvasztva finom szálakból álló bazaltgyapotot állítanak elő bazaltból, ami kiváló hő és hangszigetelő anyag. Hazánkban bazaltgyapotgyár Tapolcán található.
Borsos Miklós többször használt bazaltot szobor, dombormű készítéséhez, mivel a bazalt jól csiszolható. 
A bazalt egyik lehetséges felhasználási módja a szén-dioxid-tárolás: egy izlandi kísérlet során megállapították, hogy a kőzet mintegy két év alatt képes megkötni és karbonáttá alakítani a vízben oldott CO2 nagy részét. A szén-dioxid szilárd, karbonátos kőzetté alakítása biztonságos módja az üvegházhatású gáz légköri csökkentésének, hiszen az átalakulás után nem áll fenn a szivárgás lehetősége.